# モントピリア (ジェームズ・マディソンの邸宅)
モントピリア (Montpelier)は、アメリカ合衆国バージニア州オレンジの近郊にある、かつて第4代アメリカ合衆国大統領ジェームズ・マディソンが所有し、その夫人ドリー・マディソンが数多くの訪問客をもてなしたプランテーションであった。モントピリアはオレンジのダウンタウンから南へ4マイル (6.4 km)に位置する。また、その所有地の規模は2,700エーカー (1,100 ha)を誇る。
1960年12月19日にアメリカ合衆国国定歴史建造物に登録された。1983年に死亡したモントピリアの最後の民間所有者マリオン・デュポン・スコットはその財産を歴史的保存のナショナル・トラストに遺贈した。2008年9月17日に6年間のモントピリアの邸宅の復元プロジェクトの完了が発表され、直後にジェームズ・マディソンとドリー・マディソンの家具を再発見するための複数年プロジェクトが開始された。

## 歴史

### アンブローズ・マディソン
アンブローズ・マディソン（1696頃-1732）は1721年にフランシス・テイラー（1700-1761）と結婚した。その2年後の1723年にバージニア王室領植民地のピードモント台地に義理の兄弟トマス・チューとともに4,675エーカー (1,892 ha)の土地の特許を取得した。
アンブローズはフランシス夫人と長男のジェームズ・マディソン・シニア（1723-1801）を含む3人の子供を引き連れて1732年に「マウントプレザント」と名付けたこの地のタバコを栽培するプランテーションに移り住んだ。しかし、その直後から病気になり、同年8月27日に中毒死した。3人の奴隷（ポンペイ、ディド、ターク）が主人の死に関与したとして有罪判決を受け、このうち首謀者とされたポンペイは絞首刑による死刑を宣告された。他の2人はマディソン家の所有物としてフランシスの元に送り返された。

### ジェームズ・マディソン・シニア
後を継いだジェームズ・マディソン・シニアが当時まだ9歳だったため、1741年までは母親のフランシスと共同でプランテーションを管理した。1749年にネリー・コンウェイ（1731-1829）と結婚した。二人は長男ジェームズ・マディソン（1751-1836）はじめ12人の子供をもうけた。1764年頃から建設を開始したモントピリアの原形は当時のバージニアの貴族階級の典型的な邸宅であった。長男ジェームズは後年に、軽量の家具をいくつか運ぶのを手伝ったと述懐している。最終的には当時のオレンジ郡で最大の2階建てのレンガ造りの家に成長し、内部は中央通路を中心に2部屋で構成されていた。
ジェームズ・シニアは蒸留所、請負事業所、製鉄所を含むいくつかの企業を設立し、地元の教区委員、保安官、道路測量士、民兵大佐などの公職を務めた。彼は1801年2月27日に死亡したが、死亡時には108人の奴隷を抱えていた。

### ジェームズ・マディソン

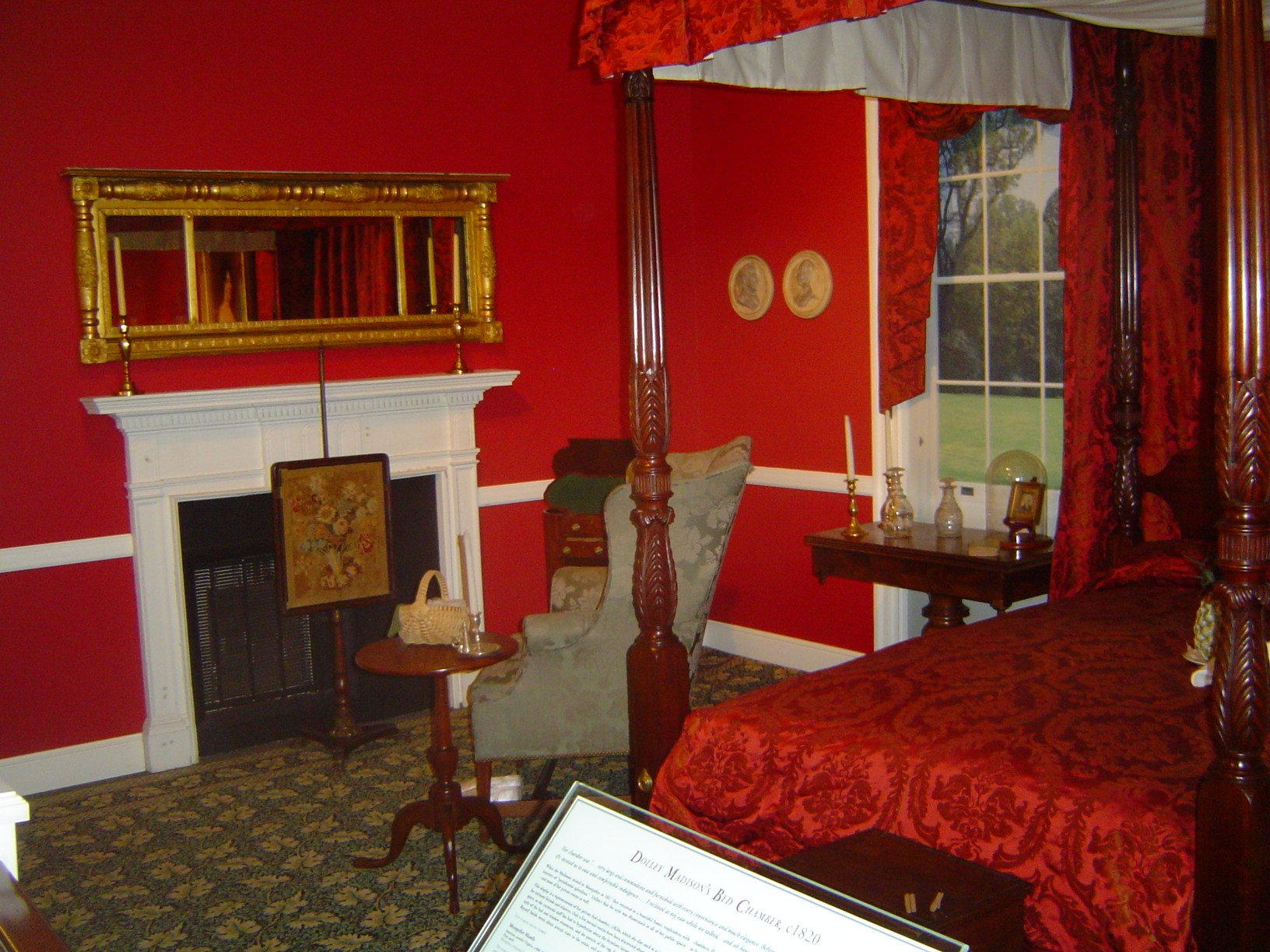
ドリー・マディソンの寝室

それまで独身を貫いていた合衆国下院議員のジェームズ・マディソンは1794年9月15日、43歳の時に26歳の未亡人ドリー・ペイン・トッド（1768-1849）と結婚した。1797年に夫妻は首都フィラデルフィアを離れてモントピリアに戻り、この年から1801年までの期間に大規模な改装を実施した。ジェームズ夫妻が居住するためのダイニングルームと階下室、二階の2室を含む住居空間が出来上がり、古い家に残ったジェームズ・シニア夫妻とは別々に暮らした。そして、新設したトスカーナ式の2階建ての巨大なポルチコ（柱廊）によってこの二分された邸宅の統一性を保持した。
ジェームズは父の死の直後の1801年3月5日に、新たに合衆国大統領に就任したトーマス・ジェファーソンから国務長官に任命され、次期大統領候補として本格的に注目を集めるようになった。この後にジェームズは合衆国大統領を二期務め、ドリー夫人もその期間にファーストレディとしてホワイトハウスのホステスという与えられた役割を精力的にこなした。1809年から1812年までの期間に再び大規模な改装が実施された。この期間に母屋の全ての窓が取り外されて新しい窓に交換され、広々とした応接間も新設している。公職から引退したジェームズと妻のドリー夫人は1817年にモントピリアに戻り、この地に隠居した。ジェームズは1836年6月28日に亡くなった。彼は死の前年にドリー夫人のために「観賞用と実理性を兼ねた私の様々な遺産をすべて与える・・・私の愛する妻に」と書き記した遺言書を残している。

### ジェームズ・マディソンの死後
ドリー夫人が最初の夫との間にもうけた彼女の息子ジョン・ペイン・トッド（1792-1852）をジェームズは養子として採用し、溢れんばかりの愛情を注いで育てた。しかし、トッドは若い頃から博打にはまるなどして借金を積み重ね、彼の絶えぬ浪費はモントピリアの衰退に繋がった。経済的に困窮したドリーは亡き夫から引き継いだモントピリアの土地を1844年にヘンリー・モンキュアに売却した後、ワシントンD.C.に永住した。ドリーは1849年7月12日にワシントンD.C.で亡くなったが、彼女の遺骨は1858年に夫ジェームズが眠るモントピリアに移され、再埋葬された。

### 19世紀後半の所有者の変遷

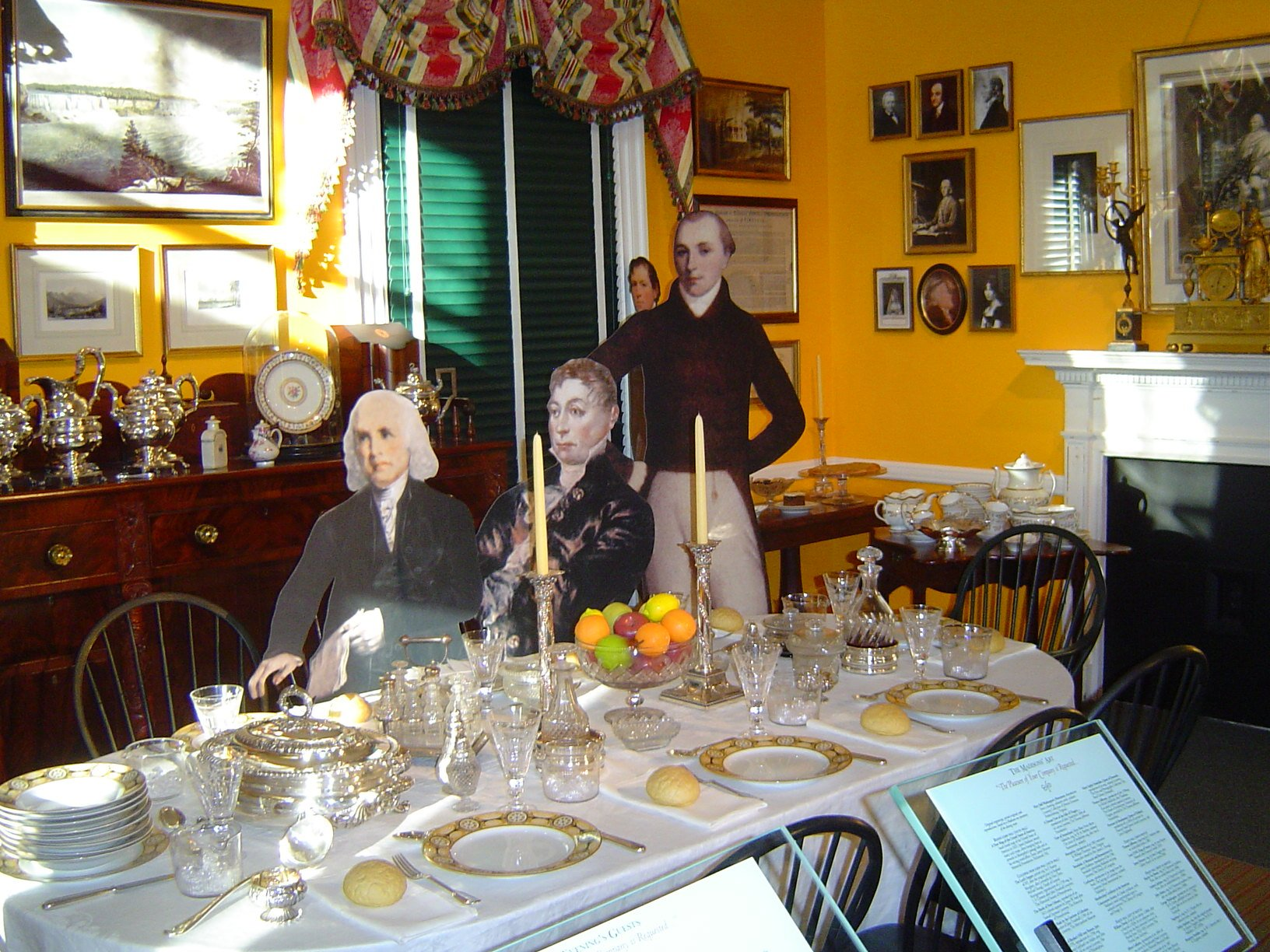
ダイニングルーム

1844年にドリー・マディソンが手放してから1901年にデュポン家が購入するまでの間は以下の人物がモントピリアを所有していた。
- ヘンリー・モンキュア（1844-1848） - リッチモンド出身の商人[26]。
- ベンジャミン・ソーントン（1848-1854）
- ウィリアム・H・マクファーランド（1854-1855） - リッチモンド出身の裕福な銀行家。ジェームズ・マディソンの熱烈な支持者であったが、短期間で手放した[26]。
- アルフレッド・V・スコット（1855-1857）
- トーマス・J・カーソン（1857-1862） - アイルランド生まれの銀行家。仕事のためにボルチモアに滞在することが多かった[26]。
- フランク・カーソン（1862-1881） - 南北戦争中にはアメリカ連合国側の部隊の断続的なキャンプ地になった[26]。老朽化が急速に進行し、モントピリアの所有権を取得するのに必要な額も1857年は8000ドルだったのが、1881年には3500ドルにまで下落した[26]。マディソン家族墓地に埋葬されている唯一のマディソン家以外の人物でもある[26]。
- ルイ・F・デトリックとウィリアム・L・ブラッドリー（1881-1900） - 二人のビジネスパートナーが共同で所有。大規模な改造や改装が実施され、多くの部屋に壁紙が貼られた[26]。
- チャールズ・キングレニッヒ（1900） - デュポン家当主ウィリアム・デュポン・シニアの秘書。名目上の所有者に過ぎず、彼自身はモントピリアに住まなかった[26]。

### 名称の由来
1720年代の残されている記録はアンブローズ・マディソンが所有していた土地の総称は「マウントプレゼント」と呼ばれていたことを示しているが、この名称は1720年代半ばには使用されなくなり、1750年代には単に「ホームハウス」と呼ばれていた。「モントピリア」の名称を使用した最古の記録は1781年のジェームズ・マディソンの手紙であり、この手紙の内容などから名称の由来が推測されている。彼は「巡礼の山」を意味するフランスの有名なリゾート地、モンペリエ（Montpelier）のフランス語の綴りを好んでいた。

### マディソン家の奴隷

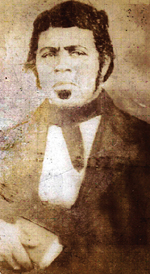
ポール・ジェニングス

1723年から1844年までマディソン家がモントピリアを所有していた期間に、多い場合には7世代目のアフリカ系アメリカ人の奴隷がこの地に生まれた。この頃には奴隷達の貢献と犠牲はマディソン一家がモントピリアで日常生活を送る上で必要不可欠なものになっていた。モントピリアの奴隷の多くがプランテーションのために働く現場労働者であった。この他に家事使用人（例：料理人、ウェイター、執事、メイド、庭師）や、技能訓練を受けた熟練労働者（例：大工、鍛冶屋）などで構成されていた。
モントピリアの最も著名な奴隷ポール・ジェニングス（1799-1874）はわずか10歳の時に使用人として、ホワイトハウスに移動したジェームズ・マディソン大統領夫妻に同伴し、ジェームズ・マディソンが亡くなるまでの16年間は1日おきに彼のヒゲ剃りを担当した。ジェニングスは1847年に合衆国上院議員のダニエル・ウェブスターによって解放され、ワシントンD.C.に定住して財産所有者となった。1865年に最初の「ホワイトハウスの回顧録」と考えられている『A Slave in the White House: Paul Jennings and the Madisons,』を出版したことで注目された。回顧録の中では1814年のホワイトハウス焼失直前の脱出時の様子やジェームズ・マディソンが奴隷に親切であったこと、晩年に生活に困窮していたドリー未亡人にポケットマネーを与えたことなどを振り返っている。
考古学調査によって、モントピリア生まれの奴隷キャサリン・テイラー（1820頃-1892以後）の生活ぶりについて多くのことが明らかになった。キャサリンは奴隷ラルフ・テイラーと結婚し、4人の子供をもうけた。ドリー未亡人がジェームズ・マディソンの死から8年後にワシントンD.C.に移動した時、ラルフは彼女に対する奉仕のために同伴することを選んだが、キャサリンはプランテーションに残ることを決めた。1852年1月17日に亡くなったドリーの息子ジョン・ペイン・トッドは死後に自身が保有している奴隷を解放することを遺言書に規定していたが、彼は死亡時に多額の借金を抱えていた。このために直ぐには解放されず、テイラー一家は財産の管理者に請願した後に自由の身となった。

### デュポン家による所有

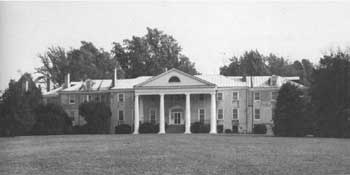
デュポン家が所有していた時期の邸宅（1975年頃）

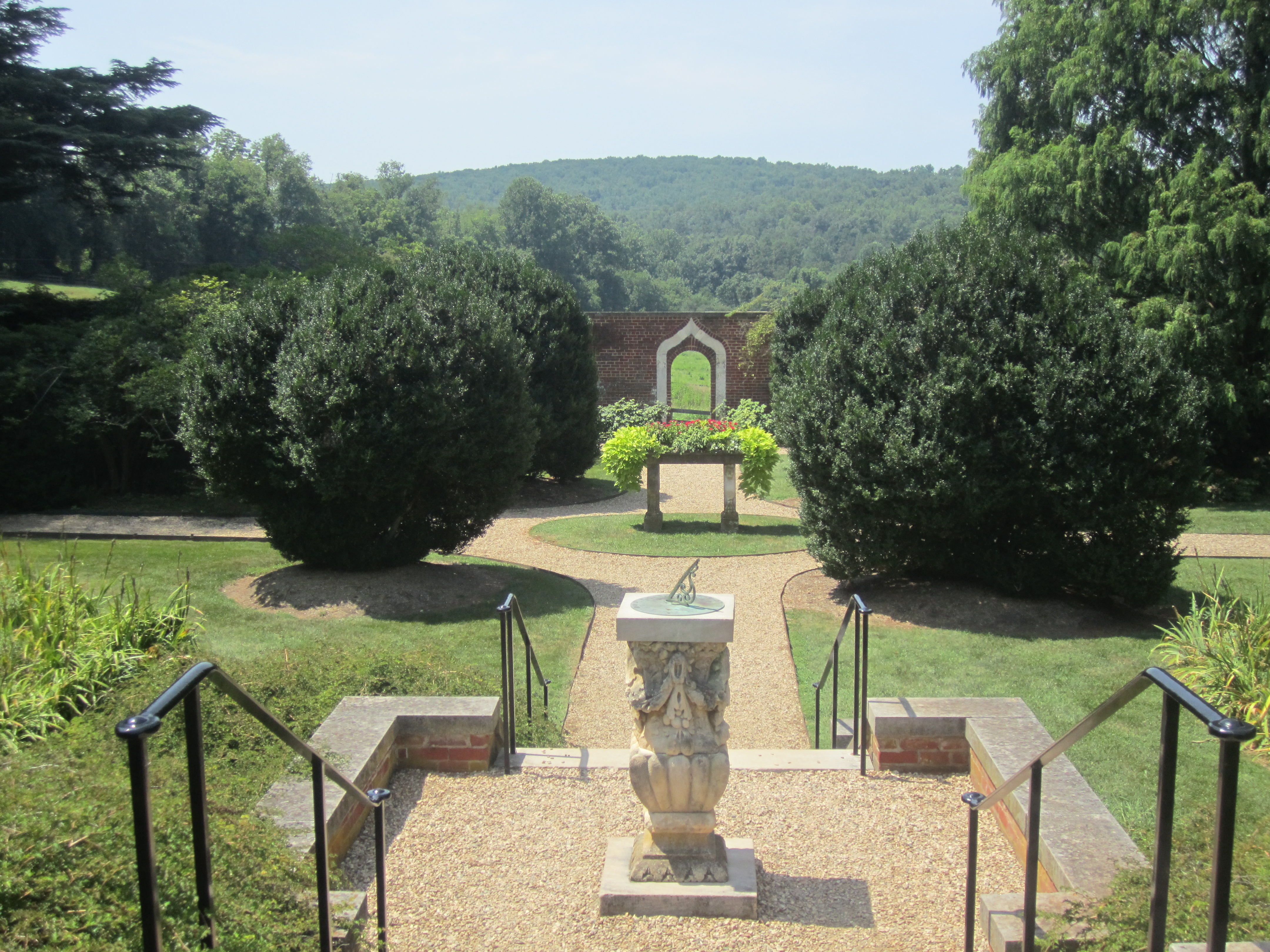
モントピリアの庭園入り口

19世紀後半に何度か改装された後、1901年1月にデュポン家当主ウィリアム・デュポン・シニアはモントピリアの邸宅を購入した。他にもいくつか家を保有していたが、この邸宅を主要な住居として使用した。庭園を改装して大幅に拡張し、多くの付属建築物や馬術で使用するための厩舎を追加した。
1928年にウィリアム・シニアが亡くなり、娘のマリアン・デュポン（1894-1983）と息子のウィリアム・デュポン・ジュニア（1896-1965）が財産を相続した。デュポン家が所有していた83年間に邸宅の部屋数はそれまでの22から倍増以上の55にまで増加した。
父の影響で競馬愛好家であったマリアン・デュポンは弟のウィリアム・デュポン・ジュニアの協力を得て、「モントピリア・ハントレース」を創設した。これは現在もモントピリアの敷地内で毎年11月の第1土曜日に開催されている競馬の障害競走レースである。
マリアン・デュポン・スコット（2度目の結婚相手、俳優のランドルフ・スコットとは彼の名を残したまま友好的に離婚）は1983年に亡くなったが、子供はいなかった。モントピリアの邸宅に歴史的価値を見出していた彼女はジェームズ・マディソンが所有していた時代の外観に復元させるために歴史的保存のナショナル・トラストにモントピリアの所有権を遺贈した。ウィリアム・デュポン・ジュニアの5人の子供のうち2人がこれを不服として法廷闘争へ持ち込んだが、翌1984年にナショナル・トラストにモントピリアの自分達の利権を売却した。

## 復元プロジェクトと研究の進展

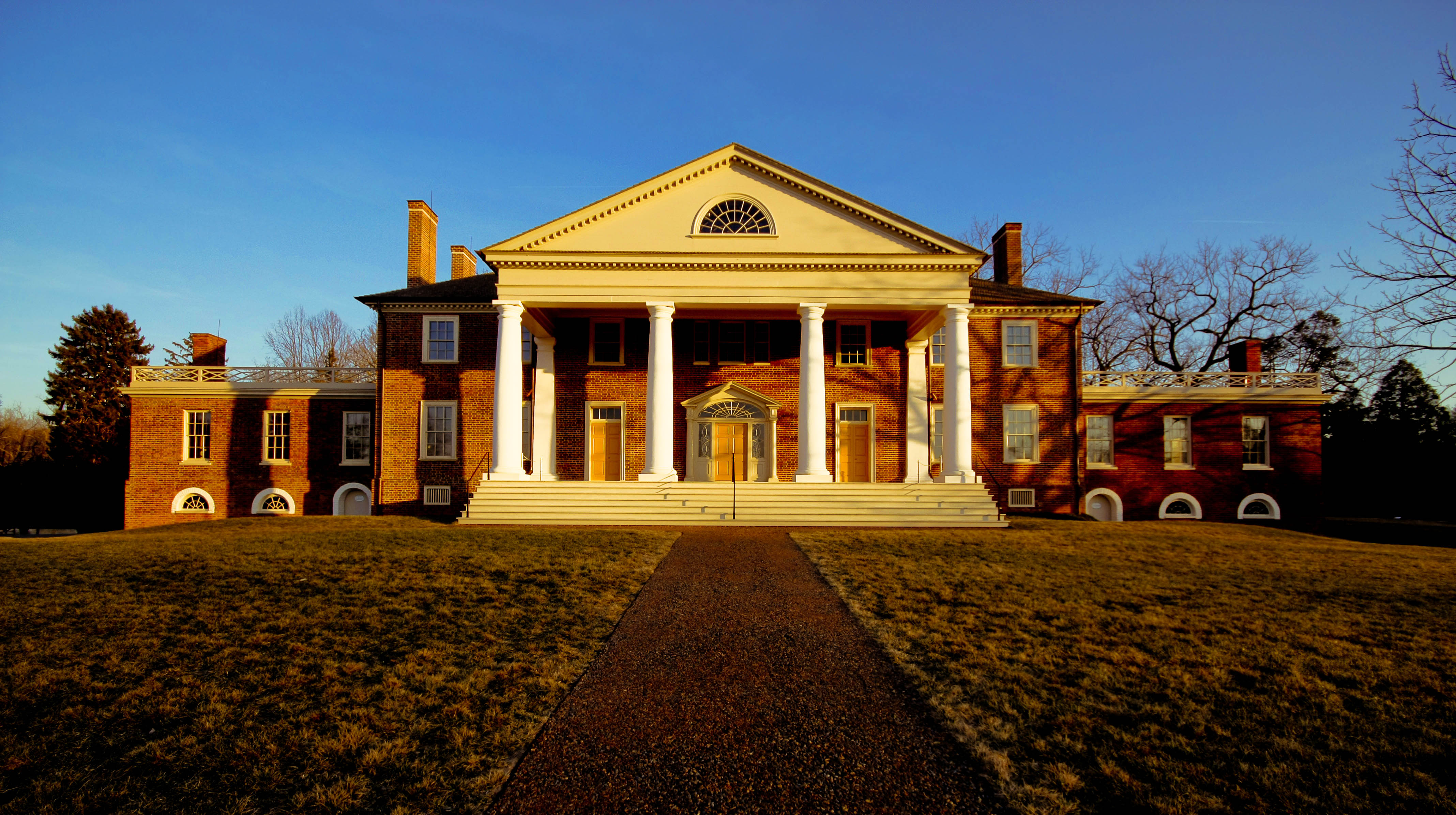
日没時の邸宅

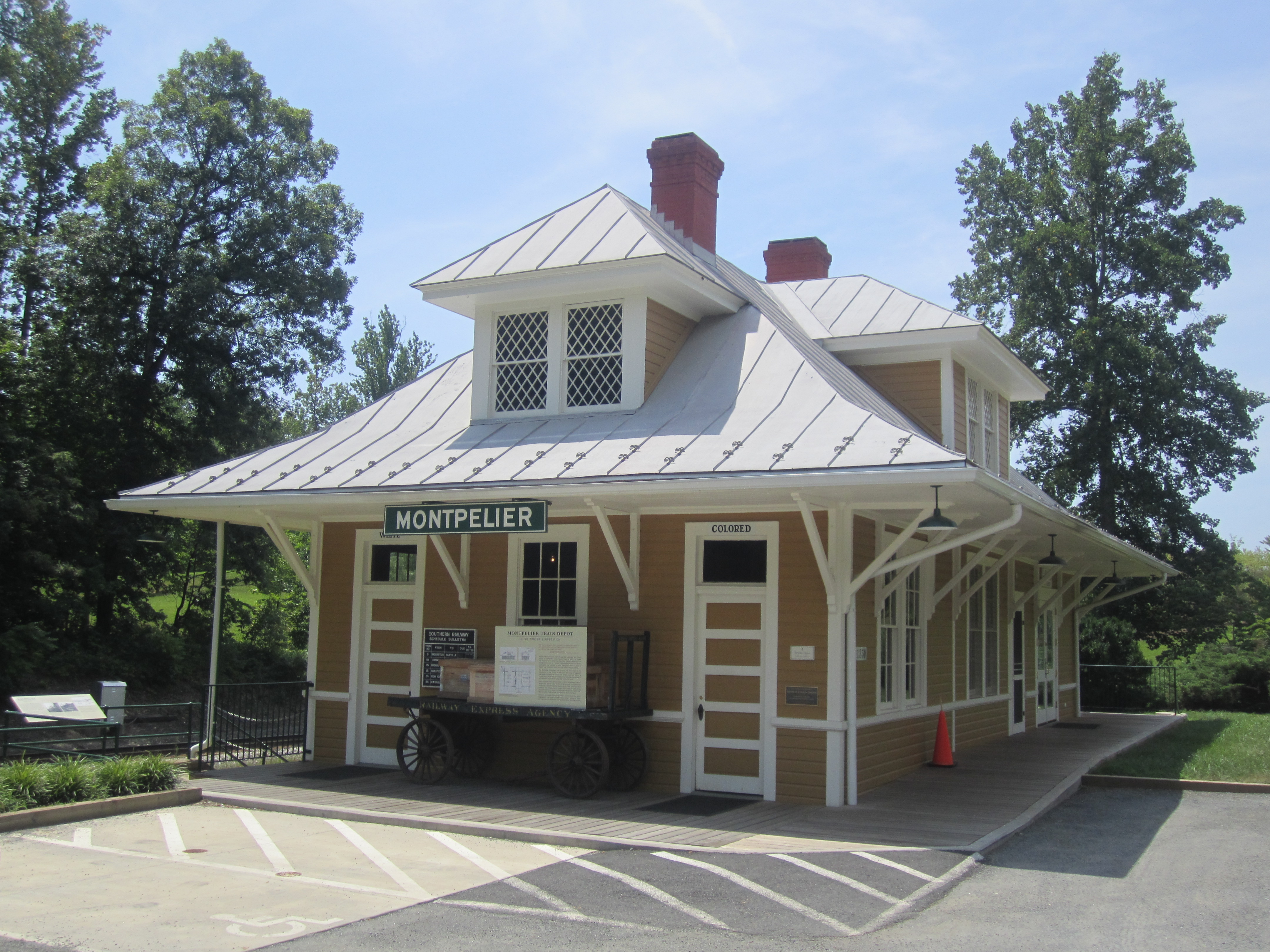
復元されたモントピリア近くの鉄道駅

ナショナル・トラストは2000年に完全な財務責任及び管理責任を委ねることを目的とした非営利団体「モントピリア財団」を設立した。モントピリア財団はアメリカ合衆国建国の父の一人、ジェームズ・マディソンが果たした重要な役割について探索出来るようにするために教師や学生のための教育プログラムを提供している。
2010年から2013年まで4年連続で全米人文科学基金からの共同研究助成金の下での発掘調査が実施された結果、モントピリアの奴隷社会についての研究が著しく進展した。
2003年にモントピリア財団が発表したモントピリアの邸宅を1820年代の外観に復元させるためのプロジェクトは2008年9月17日に完了した。復元プロジェクトのために2400万ドルが調達された。デュポン家が邸宅に追加した機能がすべて解体され、オリジナルのレンガを調べるためにセメントも取り除かれた。チョークやアマニ油を含む塗料や馬毛などが復元に使用された。研究家達は現在も各部屋にオリジナルの家具を再配置することに取り組んでいる。
サラブレッド引退馬基金はモントピリア財団と提携し、現在は300エーカー (120 ha)のモントピリアの敷地を馬の飼育地として使用している。

## 毎年恒例のイベント
モントピリアは毎週月曜日に加えて感謝祭とクリスマスの日が定休日となっている。
モントピリアは多くの毎年恒例のイベントの開催地であるが、特に注目度が高いイベントが「モントピリア・ハントレース」「モントピリア・ワインフェスティバル」「ファイバー・フェスティバル」の3つである。
毎年11月の最初の週末に開催されるモントピリア・ハントレースは飛び越え用の伝統的な生け垣を使用する障害競走走路で知られ、毎回7レースが実施されている。モントピリア・ワインフェスティバルは独特の芸術品や工芸品、専門の屋台、地元の農産物、約25のワイナリーが取り扱うバージニア州のワインを紹介している。毎年10月に開催されるファイバー・フェスティバルは羊毛の生産から完成品まで繊維産業についての様々な側面を学ぶことが可能となっており、牧羊犬の試験が最も人気のあるイベントとなっている。
この他にも1週間のキャンプで子供達にモントピリアの自然を探索する機会を提供する「マッドキャンプ」、発掘作業を体験する「考古学探検」、19世紀のクリスマスの習慣について学ぶ「キャンドルライト・クリスマス」のようなイベントも実施されている。